# Comté de Cornwall (Jamaïque)
Pour les articles homonymes, voir Cornwall.

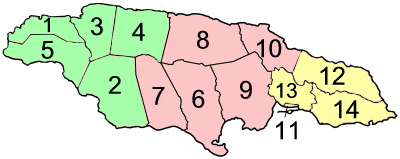
Le comté de Cornwall en vert sur la carte de la Jamaïque

Le comté de Cornwall est l'un des trois comtés de la Jamaïque situé à l'ouest (en vert sur la carte).
Le comté contient les paroisses de :
- Hanover (1) (Lucea)
- Saint Elizabeth (2) (Black River)
- Saint James (3) (Montego Bay)
- Trelawny (4) (Falmouth)
- Westmoreland (5) (Savanna-la-Mar)

## Anecdote
Le comté de Cornwall a servi de décor à la scène des crocodiles dans le film Vivre et laisser mourir.